# Polymixis infuscata
Polymixis infuscata là một loài bướm đêm trong họ Noctuidae.